# Швеция на летних Олимпийских играх 1968
Швеция принимала участие в Летних Олимпийских играх 1968 года в Мехико (Мексика) в пятнадцатый раз за свою историю, и завоевала две золотые, одну серебряную и одну бронзовую медали. Сборную страны представляли 14 женщин.

## Золото
- Пятиборье, мужчины — Бьёрн Ферм.
- Парусный спорт, мужчины — Jörgen Sundelin, Peter Sundelin и Ulf Sundelin.

## Серебро
- Велоспорт, мужчины — Tomas Pettersson, Erik Pettersson, Gösta Pettersson и Sture Pettersson .

## Бронза
- Велоспорт, мужчины — Gösta Pettersson.